# Teodor II de Rússia
Teodor II Borísovitx Godunov de Rússia (en rus: Фёдор II Борисович) (Moscou, 1589 – Moscou, 10/20 de juny de 1605) fou un tsar de Rússia (1605) durant el Temps de les Dificultats. Va succeir en el tron el seu pare Boris Godunov. La seva mare, Maria Grigorievna Skuratova-Belskaia fou una de les filles de Malyuta Skuratov, el malastruc favorit d'Ivan el Terrible.

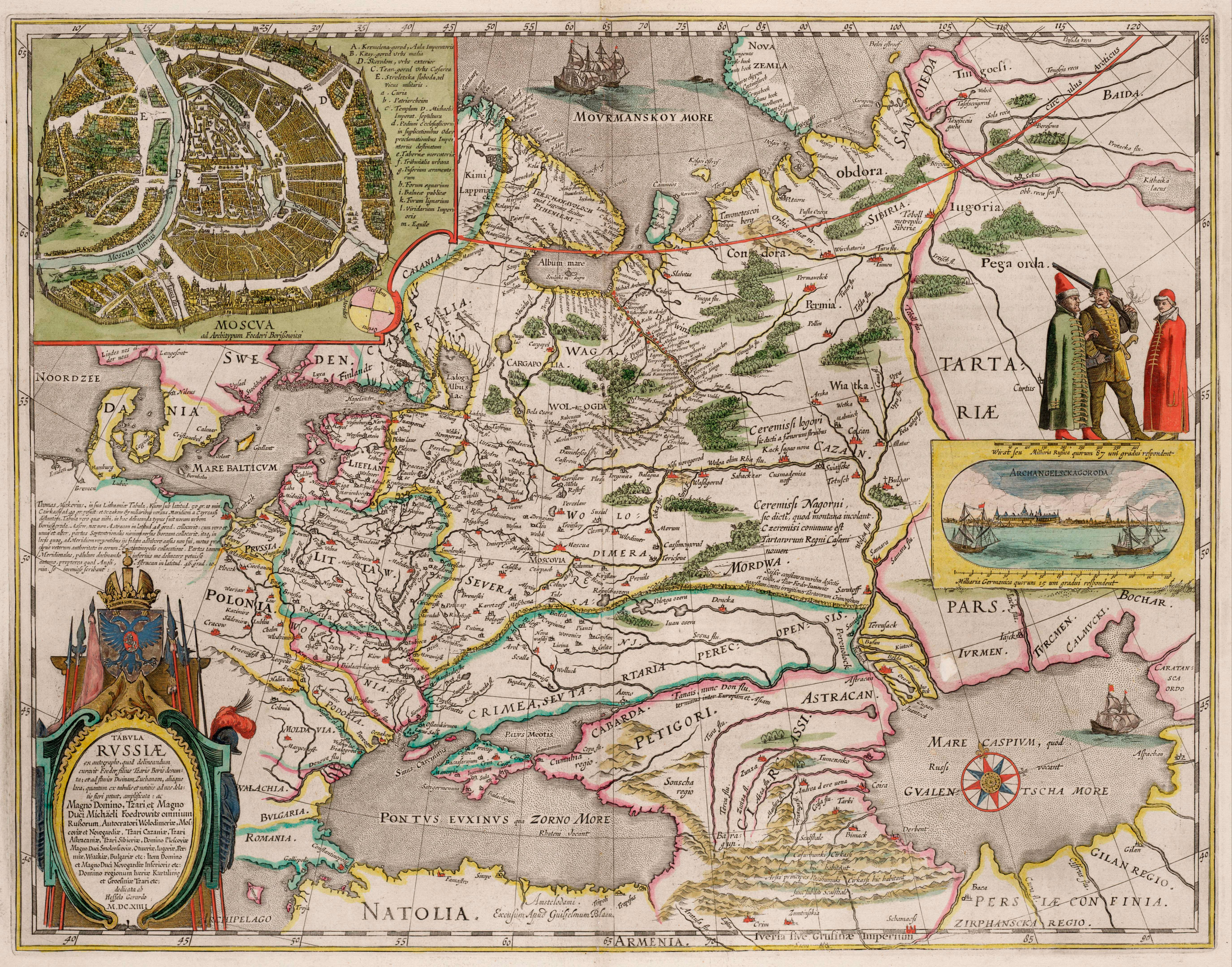
El mapa de Rússia de Teodor Godunov.

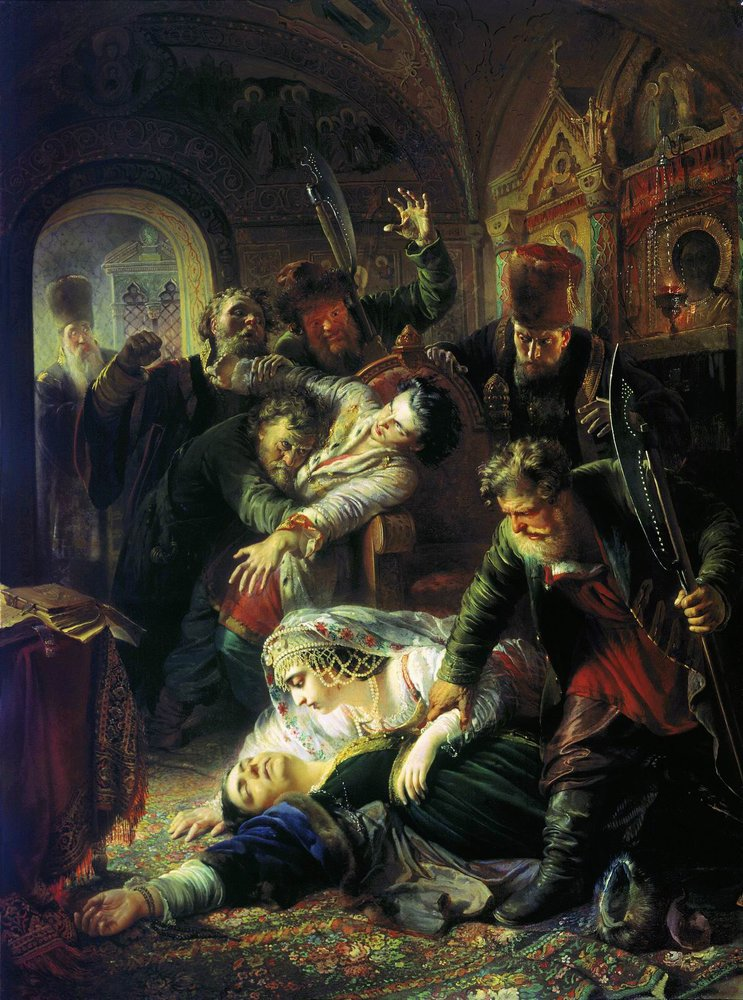
Els homes del Fals Demetri assassinen Teodor Godunov i la seva mare, per Konstantin Makovski (1862).

Teodor fou molt estimat pel seu pare, per la qual cosa va rebre la millor educació que es podia tenir en la seva època, i va estar al corrent de tots els detalls del govern des de ben petit, fins al punt que assistia regularment a les sessions de la Duma i rebia els ambaixadors estrangers. Sembla que era un noi molt precoç i intel·ligent, i ho va demostrar dibuixant un mapa de Rússia que es va publicar amb uns petits retocs del cartògraf Hessel Gerritsz a Amsterdam el 1613, i reeditat fins al 1665, i encara es conserva.
Amb la sobtada mort de Boris Godunov, Teodor fou proclamat Tsar de Rússia amb només 16 anys, el 13 d'abril del 1605. Tot i que el seu pare havia tingut la precaució d'envoltar Teodor d'amics poderosos, des del primer moment del seu regnat va haver de viure en una atmosfera de traïció. L'11 de juny del 1605 uns enviats de Demetri I "El Fals" van arribar a Moscou exigint el final del seu regnat, i el discurs que van llegir públicament a la Plaça Roja va ser fatídicament decisiu. Un grup de boiars, molestos per haver de jurar fidelitat al nou tsar, van prendre el control del Kremlin i el van detenir.
El 10/20 de juny Teodor i la seva mare foren estrangulats a les seves habitacions. Oficialment, es va dir que els havien enverinat, però el diplomàtic suec Peter Petreius va declarar que els cossos, que havien estat exposats públicament, tenien senyals d'estrangulament. Malgrat que només tenia 16 anys, Teodor era conegut per la seva força i agilitat, i es diu que van caldre quatre homes per dominar-lo.